# Carabidomemnus lecordieri
Carabidomemnus lecordieri is een keversoort uit de familie van de loopkevers (Carabidae). De wetenschappelijke naam van de soort is voor het eerst geldig gepubliceerd in 1978 door Luna de Carvalho.